# Oda Krog
Oda Krog (11. jun 1860 – 19. oktobar 1935) bila je norveška slikarka, kao i žena svog učitelja i kolege, Kristijana Kroga.

## Biografija
Bila je druga ćerka javnog tužioca Kristijana Lasona i Aleksandre fon Munte af Morgenstierne. Njena baka po majci je bila ruska princeza. Odrasla je u liberalno-konzervativnoj porodici, zajedno sa osam sestara i dva brata. Njen brat Per Lason je postao poznat kompozitor, a njena sestra Karolina Boken Lason pevačica i spisateljica.
Godine 1881. se udala za biznismena Jorgena Engelharta (1852-1921) sa kojim je imala dvoje dece. Rastali su se 1883, a razveli 1888. Godine 1885. je postala učenica Erika Verenskiolda i Kristijana Kroga, za koga će se i udati u oktobru 1888. Dobili su ćerku Nanu i sina Pera, koji je takođe će bio poznat slikar.

### Pariz
Porodica je živela u Parizu od 1901–1909. godine. Na gravuri “Kafeinteriør” (1893) od Edvard Munk, Oda je okružena boemima i ljudima bliskim njima: Munk, Kristijan Krog, Jape Nilsen, Hans Jaeger, Gunar Heiberg i Jorgen Engelhart. Veruje se da je Oda bila u vezi sa svima njima osim Munka. U svojoj knjizi “Syk Kjærlihet” ("Obolela ljubav", 1893), Hans Jæger opisuje ljubavni trougao gde je bio jako zaljubljen u ženu koja je trebalo da se uda slikara. Smatra se da je to bila Oda u leto i jesen 1888. godine.

### Berlin
Devedesetih godina prošlog veka se seli u Berlin. Tokom svađe sa Augustom Strindbergom, koji je bio rezigniran kara je Oda naštelovala njegovu gitaru pred gostima u na zabavi u Strindbergovom omiljenom baru "Zum Schwarzen Ferkel", branio je dramski pisac Gunar Heiberg. August Strindberg je bio poznat po svojoj lošoj naravi loše i nekoliko sukoba sa drugima, bez nekog posebnog razloga.

### Ponovo Pariz
Oda Krog i Heiberg su se ubrzo zavoleli da bi 1897. godine ona uzela svog sina Pera i preselila se u Pariz sa Heibergom. Njen muž je postao instruktor umetnosti na Akademiji Kolarosi u Parizu a Oda je ubrzo zatim dobila atelje u Monparnasu. Za kratko vreme se združila sa vodećim umetnicima u gradu, uključujući i Henri Matis. Svoje radove je predstavila 1903. godine na Pariskom salonu, a godinu dana kasnije imala svoju prvu izložbu u salonu d'Automne, gde je bila aktivna do 1909. godine. Za to vreme je bila u vezi sa pesnikom i likovnim kritičarom Jape Nilsenom. Oda se rastala od njega i vratila svom mužu. Malo kasnije su se vratili u Oslo.

## Dela
Sa malo formalnog obrazovanja u umetnosti, ona je ubrzo pokupila znanje iz umetničkog okruženja kome je pripadala. Njen debi je bio 1886. godine sa Ved Kristianiafjordenom (Japansk lykt), koji se nalazi u Nacionalnoj galeriji Norveške. Njeni rani radovi predstavljaju primer novog romantizma u slikarstvu, dok njeni kasniji radovi ostavljaju snažniji utisak. Oda Krog je poznata po svojim pejzažima, među njima Ved Kristianiafjord i Ved Engen. Ona je takođe radila portrete, među kojima su: Asta Hansten, Ivar Arosenius, Gunar Heiberg, Johan Dibvad i Kristijan Krog.
Oda je takođe bila centralna figura u anti-kulturnom pokretu Boemi Kristijanije tokom 1880ih i 1890ih. («Kristiania-bohemen») in the 1880s and 1890s. Njen javni imidž kao “boemske princeze" je donekle zasenio nju kao kompetentnu slikarku.
Uprkos želji da postane spisateljica, vrlo malo toga je objavila tokom svog života.
Njen život je opisan u romanu Ketil Bjornstad “Oda!” (1983). Sahranjena je na nacionalnom groblju u Oslu.

## Dodatna literatura
- Wickstrøm, Anne (2005). Oda Krohg : maleri. Lillehammer kunstmuseum. стр. 11.  82-91388-46-6.
- Anne Wickstrøm. «Oda Krohg» In Norsk biografisk leksikon, vol. 5 (2002)
- Wickstrøm, Anne (1988). Oda Krohg : et kunstnerliv. Gyldendal.  82-05-17392-3.
- Anne Wickstrøm. «Oda Krohg» In Norsk kunstnerleksikon, vol. 2, 1983
- Per Krohg. «Oda Krohg : Tale ved Chr. Krohgs fest 18. nov. 1952». In Kunst og kultur, 1953

## Spoljašnje veze
- Шаблон:No icon krus.com; Kunstnere i Akershus About her connection to Akershus
- Шаблон:No icon Sørlandets kunstmuseum About the painting Aftenposten (1887)
- Шаблон:No icon o-vaering.no Gallery